# Roger Baguet
Roger Baguet (* 10. September 1939 in Sint-Martens-Lierde) ist ein ehemaliger belgischer Radrennfahrer und nationaler Meister im Radsport.

## Sportliche Laufbahn
Baguet war im Straßenradsport aktiv. Von 1962 bis 1967 war er Unabhängiger und Berufsfahrer. Er gewann das Eintagesrennen Geraardsbergen–Viane und den Grote Prijs Paul Borremans 1962, Brüssel–Charleroi–Brüssel 1964, den Omloop der Vlaamse Gewesten 1965 sowie eine Etappe in der Circuit du Provençal.
Zweiter wurde er im Dokter Tistaertprijs 1966. Die Vuelta a España fuhr er zweimal. 1962 wurde er 15., 1965 kam er nicht ins Ziel.

## Familiäres
Sein Sohn Serge Baguet (1969–2017) war ebenfalls Radrennfahrer.